# アシャ・ブカ
アシャ・ブカ（1263年 - 1309年）は、大元ウルス中期の重臣。モンゴル帝国によって滅ぼされたカンクリ部王族の出身であった。キプチャク（ハラチン）軍団を率いたトトガク、グユクチ軍団を率いたミンガンと並び、シバウチ（鷹匠）軍団を率い主にモンゴル帝国の内戦で活躍したことで知られる。
『元史』などの漢文史料では阿沙不花(āshā bùhuā)と表記される。

## 概要

### 先祖
アシャ・ブカの先祖は中央アジアの遊牧部族であるカンクリ部の王族であった。チンギス・カンがカンクリ部を征服した時、アシャ・ブカの祖母のクマル（Qumar>苫滅古麻里/shànmiè gǔmálǐ）は夫を失いまだ幼いクルク（曲律）・イェイェ（牙牙）という2人の息子とともに取り残され、行き場を失った母子はモンゴル帝国を頼ることを決めた。クマルは2子を連れて東方への旅を始め、数か国を経てモンゴル高原に至った。時にチンギス・カンが崩御してオゴデイが即位しており、クマルは持てる物全てを献上してモンゴル帝国に仕えることを望んだ。オゴデイは母子を気に入り、邸宅を授けて仕えることを許した。
母子が移住してから2年経ち、モンゴルによる金朝平定が完了した頃、クマルは西方の母国に帰国することを願い出た｡ オゴデイが何故今になって帰国を願い出たのか尋ねると、クマルは「臣は昔主君を失って国が乱れたため、遠く陛下の下まで来帰しました。今や陛下の威徳により諸国は既に平定されたと聞き、故郷に帰り一族の墳墓を守りたいと思っております。ただ私には2人の息子がおり、愚かにして無知ではありますが、陛下の下に留めて仕えさせたく思います」と答えた。オゴデイは母の言葉を大いに喜び、兄弟をケシクテイ（宿衛）に加えて厚遇するようになった。それから13年後、クマルは再び東方を訪れたが、この頃兄弟はモンケの四川親征に従軍していた。そこで兄弟が一時カラコルムに帰還した頃、モンケが急死してしまい遠征軍はバラバラになって帰国を始めた。兄弟のうち、クルクには子がいなかったがイェイェには6人の子供がおり、特にアシャ・ブカとトクトの兄弟が著名であった。

### クビライの治世
アシャ・ブカは14歳の時にクビライのケシクテイ（宿衛）に入り、クビライは土田や奴隷を与えて興和の天城に住まわせた。この頃、チベットからの使者が訪れたが、後日この件について大臣に尋ねたが答えられる者がおらず、アシャ・ブカのみが詳細にその時のやり取りを報告するという逸話があったと伝えられている。また、ある時アシャ・ブカが入朝する前に草についた露で足を洗っており、これを見たクビライがアシャ・ブカを宮中に入れないよう命じることがあった。事を知ったアシャ・ブカは家に帰らず水竇に入ったため、クビライが理由を尋ねたところ、「陛下の側近く侍ることができないのに、どこに帰れましょうか」と答え、クビライはこの言葉に大いに喜んだという。これ以後、アシャ・ブカは「4ケシク」の兵器と門の管理を任せられ、任務を完璧にこなしたためクビライに重用されるようになっていった。
至元24年（1287年）、ナヤンの叛乱が起こった時、ナヤア（納牙）ら多くの諸王がこれに呼応した。これを受けてクビライが配下の諸将に対処策を問うた所、アシャ・ブカは自ら諸王の下を訪れて説得することを申し出た。ナヤアの下に辿り着いたアシャ・ブカは「ナヤンは既に使者を派遣して帰服しており、今や大王一人が主上に抗っている状態です。幸いにして陛下は聖明にして叛乱に与したことが大王の本意ではないことを知っておられますので、不問とされるでしょう」と虚言でもってナヤアの投降を誘い、ナヤアが投降を決意したことでクビライは反乱軍の陣容を知ることができた。アシャ・ブカがクビライの下に帰還した後、クビライ自らの親征が決められ、アシャ・ブカは遼陽で徴兵し、千戸（ミンガン）としてシバウチ軍団を率い従軍するよう命じられた。
ナヤンの乱の平定後、アシャ・ブカは大同興和両郡境域内に数十里の土地を賜り、また民100万も与えられて芝軍団の牧地を形成した。その後、クビライは興和・桃山の数十の村の民を強制移住させて一帯を芝軍団の牧地としようとしたが、アシャ・ブカの請願により3千戸が 「鷹食を給する戸」として残されることになった。アシャ・ブカのおかげで移住を免れた住民はこれを徳とし、飲食の際にはアシャ・ブカを祭るようになったという。
至元30年（1293年）、中央アジアを支配するカイドゥが攻勢を始め、これに対処するために皇太子テムルがモンゴル高原に派遣された。アシャ・ブカもこれに従軍し、ハンガイ地方での戦闘に功績があった。この時テムルに同行した将軍には、アシャ・ブカも含めオルジェイ、クルムシ、ユワスらナヤンの乱平定戦時もテムルの配下にあった者が多く、これらの者達がテムル即位の際に支持母体となったと考えられている。
テムルがオルジェイトゥ・カアン（成宗）として即位した後、海商の朱清・張瑄が密告によって失脚する事件が起き、これに連座して兵馬都指揮使の忽剌朮も彼等から賄賂を受け取っていたとして処刑された。この時、アシャ・ブカは命を受けて実状の調査を行い、功績により邸宅と鈔15,000緡を下賜され、両城兵馬都指揮使事の地位を授けられた。また、モンゴル高原駐屯軍がドゥアに大敗したことを切っ掛けに皇族のカイシャン（後の武宗クルク・カアン）が新たな総司令官に任命されると、アシャ・ブカは自らの弟のトクトを従軍する将として推薦し、これ以後トクトはカイシャンの側近として活躍するようになる。

### 武宗擁立
大徳11年（1307年）、オルジェイトゥ・カアンが亡くなった後、自らの権力を失うことを恐れた皇后ブルガン・カトンは右丞相のアグタイや諸王メリク・テムルと組んで安西王アナンダを次の皇帝に擁立しようと企てた。これに対し、左丞相のハルガスンはブルガン・カトンと対抗してカイシャンを擁立しようとしており、カイシャンの部下でアシャ・ブカの弟でもあるトクトを使者として派遣しようとしたが、カンクリ部のジルカランらがモンゴル高原との使者のやり取りを妨げようとした。
事情を知ったアシャ・ブカは昨日署名したという形で文書を発給し、これによってトクトは無事モンゴル高原のカイシャンの下に赴くことができた。一方、より近くにいたカイシャンの弟のアユルバルワダは先に大都に至り、アシャ・ブカを含む支持者と共にブルガン・カトンらに対してクーデターを実施した。この時、アシャ・ブカはハルガスンに対して「先んじる者は勝ち、後れる者は敗れるものです」と述べて一刻も早く行動を起こすことを進言し、ハルガスンらはこの進言に従ってクーデターを強行した結果、ブルガン・カトンや安西王らを捕縛することに成功した。
アグタイ丞相らは上部に送られて処刑されアユルバルワダ一派が実権を握ったものの、今度は北方で強大な武力を有するカイシャンとの関係が微妙となった。カイシャンはアユルバルワダ一派に対してアシャ・ブカを使者として派遣するよう要求したため、アシャ・ブカは衣帽をつけて北方に赴き、サアリ・ケエル（野馬川）でカイシャンに謁見した。アシャ・ブカはアユルバルワダの意志と大都でのクーデターの経緯を語り、「太子（アユルバルワダ）が監国しているのは問題が起こることに備えているためであって、陛下（カイシャン）が来られることを待っています。その他の意図はないことを命にかけて保証します」と語った。これを聞いてカイシャンは大いに喜び、自らの衣を脱いで下賜し、中書平章政事の地位を授けた。また、アシャ・ブカはこの時一連の内紛で功績のあった10人を推挙し、彼らも兵馬指揮に任じられている。そしてアシャ・ブカはカイシャンの詔を受けて葡萄酒を携え、首都に帰還してアユルバルワダらに迎え入れられた。

### カイシャンの治世
その後、遂にカイシャンは上都に入ってクルク・カアンとして即位し、アシャ・ブカに太尉の称号を加えた。また丞相タシュ・ブカを大都に派遣して叛乱に与したナンギャジン（嚢加真）ら30人余りを釈放させている。また、クルク・カアンは国庫から金を出し諸王・近戚・近侍らに分け与えようとしたが、アシャ・ブカは様子がおかしい者を見つけ、彼が黄金50両・白金100両を盗んでいたことを突き止めた。これを知ってクルク・カアンは盗みを働いた者を処刑し、盗まれた黄金・白金をアシャ・ブカに与えようとしたが、アシャ・ブカはこれを金を受け取ることを辞退しその代わり盗人を助命するよう申し出、受け入れられたという。また、クルク・カアンはある時蹴鞠をする者を見て50万を下賜しようとしたが、アシャ・ブカは「蹴鞠をしているだけで賞賜を受けるようでは、奇抜なことをする者が日増しに増え、逆に賢人は日に日にいなくなるでしょう」と諫め、クルク・カアンも進言を認めて下賜をやめたという。
カイシャンが丞相のタシュ・ブカ、サンバオヌら近侍とともに五花殿を訪れた時、アシャ・ブカはクルク・カアンの容色が優れないことに気づき、無理をせず療養するよう進言した。これを聞いたクルク・カアンは大いに喜び、アシャ・ブカの地位を開府儀同三司・中書右丞相・行御史大夫とした。
この時アシャ・ブカは広武康里侍衛親軍都指揮使の地位を授かり、カンクリ人で構成された部隊（康里衛）を率いることになった｡ ただし、同じような性格を持つ欽察（キプチャク）衛・唐兀（タングート）衛は既にクビライ時代から存在しており、「康里衛」は皇帝の最側近であるアシャ・ブカのために特設されたものとみられる。その後、国家の軍事を掌る知枢密院事に任命されたものの、間もなく至大2年（1309年）10月に47歳にして亡くなった。アシャ・ブカの死後、クルク・カアンも急死し（アユルバルワダ一派に毒殺されたとみられる）、拠り所を失った ｢康里侍衛親軍（カンクリ軍団）」も廃止されるに至った。

## 家族
アシャ・ブカの死後、継室である別哥倫氏は30年に渡って寡居を貫き、華美な服装を避け、妄りに笑うことなく余生を送ったとされる。
アシャ・ブカの息子の伯嘉訥も高官となり、翰林侍読学士の地位まで至っている。

## カンクリ部クリシュ家
- クリシュ（Quriš ＞虎里思/hǔlǐsī）
  - キシリク（Kišilig ＞乞失里/qǐshīlǐ）
    - クルク（Külüg ＞曲律/qūlǜ）
    - イェイェ（Yeye ＞牙牙/yáyá）
      - ブベセル（Böbeser ＞孛別舎児/bóbiéshèér）
      - ホチキ（Hočiki ＞和者吉/hézhějí）
      - ブベク（Böbek ＞不別/bùbié）
      - オトマン（Otoman ＞斡禿蛮/wòtūmán）
      - アシャ・ブカ（Aša buqa ＞阿沙不花/āshā bùhuā）
      - トクト（Toqto ＞脱脱/tuōtuō）
        - バアトル（Ba’atul ＞覇都/bàdōu）
        - テムル・タシュ（Temür taš ＞鉄木児塔識/tiěmùér tǎshì）
        - オズグル・トカ（Ozghur toqa ＞玉枢虎児吐華/yùshūhǔértǔhuá）
          - バアトル（Ba’atul  ＞抜都児/yùshūhǔértǔhuá）
            - オルジェイ・テムル（Öljei temür ＞完者帖木児/ālǔhuī tièmùér）

          - ネウリン（Neülin ＞紐璘/niŭlín）

        - タシュ・テムル（Taš temür ＞達識帖睦邇/dáshì tièmùěr）
        - カダ・ブカ（Qada buqa ＞哈不花/wòtūmán）
        - アルグ・テムル（Aruγ temür ＞阿魯輝帖木児/ālǔhuī tièmùér）
        - トレ（Töre ＞脱烈/wòtūmán）
          - 長寿安

      - カダ・テムル（Qada temür ＞哈達帖木児/hādá tièmùér）
        - 万僧

      - オンギャヌ（汪家閭/wāngjiālǘ）
        - ボロト・テムル（Bolod temür ＞博羅帖木児/bóluó tièmùér）